# Fold Your Hands Child, You Walk Like a Peasant
Fold Your Hands Child, You Walk Like a Peasant släpptes den 6 juni år 2000 och är det fjärde albumet av den brittiska tweepopgruppen Belle and Sebastian. 
Tvillingsystrarna på omslaget är Gyða och Kristín Valtýsdóttir från det isländska bandet múm.

## Låtlista
1. "I Fought in a War" – 4:09
2. "The Model" – 3:58
3. "Beyond the Sunrise" – 4:06
4. "Waiting for the Moon to Rise" – 3:11
5. "Don't Leave the Light On, Baby" – 4:27
6. "The Wrong Girl" – 3:41
7. "The Chalet Lines" – 2:23
8. "Nice Day for a Sulk" – 2:31
9. "Woman's Realm" – 4:35
10. "Family Tree" – 4:04
11. "There's Too Much Love" – 3:27